# Guldborgsund Zoo
Guldborgsund Zoo & Botanisk Have of Guldborgsund Zoo is een dierentuin en botanische tuinenpark in de Deense stad Nykøbing Falster.

## Geschiedenis
Guldborgsund Zoo werd in 1933 opgericht door Carl Heinz Krag. Hij richtte de dierentuin op zonder veel geld te hebben. Met behulp van vrienden en familie wist hij het benodigde geld bij elkaar te krijgen om de dierentuin te kunnen openen. In het eerste jaar kwamen meer dan 100.000 bezoekers en de dierentuin werd daarmee een succes. In het begin waren er een klein aantal diersoorten aanwezig, waaronder bruine beren en enkele arendsoorten en een botanische tuin. Tijdens de Tweede Wereldoorlog dreigde de dierentuin bijna te gaan sluiten door de tegenvallende economie. Na de oorlog ging de rozentuin opnieuw open en vielen de bezoekers tegen tot 1970. Later werd de tuin omgevormd en lag de nadruk vooral op enkele "huisdiersoorten". Na 1970 werd het park gratis toegankelijk. Hiermee verdwenen ook verschillende exotische soorten uit het park en kwam de dierentuin langzaam in verval. In 2001 kocht de gemeente Guldborgsund de dierentuin, knapte het op en veranderde het langzaamaan weer in een echte dierentuin en botanische tuinen die toegankelijk moeten zijn voor iedereen. Tevens zorgde de gemeente ervoor dat er meer werkgelegenheid werd gecreëerd. Verschillende exotische diersoorten kwamen daarbij ook terug in het park en tevens werd het park uitgebreid met nieuwe verblijven en faciliteiten.

## Dieren
Dit overzicht is mogelijk incompleet; u kunt helpen door het uit te breiden.
In Guldborgsund Zoo leven ongeveer 80 verschillende soorten. Hieronder een overzicht van de enkele diersoorten die er leven in het park.

### Amfibieën
- Roodbuikvuurpad

### Insecten
- Mantis

### Reptielen
- Braziliaanse reuzenschildpad
- Koningspython
- Korenslang
- Melkslang
- Madagaskardaggekko
- Maleisische doornschildpad
- Panterschildpad

### Vogels
- Australische koningsparkiet
- Blauwe pauw
- Cuviers gladvoorhoofdkaaiman
- Diamantduif
- Emoe
- Geelvleugelara
- Goudfazant
- Grasparkiet
- Halsbandparkiet
- Heilige ibis
- Holenparkiet
- Holenuil
- Hollands kuifhoen
- Humboldtpinguïn
- Kanarie
- Ladyamherstfazant
- Nandoe
- Ooievaar
- Rijstvogel
- Roelroel
- Roodkopgier
- Roodschouderparkiet
- Sneeuwuil
- Valkparkiet

### Zoogdieren
- Bennettwallaby
- Bruine maki
- Gambiahamsterrat
- Gewone tenrek
- Gewoon penseelaapje
- Goudkopleeuwaapje
- Huiscavia
- Kapucijnaap
- Kleinklauwotter
- Lama
- Mara
- Pinchéaapje
- Rendier
- Ringstaartmaki
- Rode neusbeer
- Shetlandpony
- Siberische tijger
- Stokstaartje
- Suikereekhoorn
- Zebramangoeste
- Zesbandgordeldier